# النعاس بعد الأكل
النعاس بعد الأكل (المعروف بالعامية باسم غيبوبة الطعام، أو الغطس بعد العشاء، أو "الالتهاب") هو حالة طبيعية من النعاس أو الخمول بعد تناول الوجبة. يتكون النعاس بعد الأكل من عنصرين: حالة عامة من انخفاض الطاقة المرتبطة بتنشيط الجهاز العصبي السمبتاوي استجابة للكتلة في الجهاز الهضمي، وحالة محددة من النعاس. في حين أن هناك العديد من النظريات المحيطة بهذا السلوك، مثل انخفاض تدفق الدم إلى الدماغ، أو التعديل الهرموني العصبي للنوم من خلال الإشارات الهضمية المقترنة، أو التحفيز المبهم، فقد تم اختبار عدد قليل جدًا منها بشكل واضح. حتى الآن، قامت الدراسات البشرية بفحص الخصائص السلوكية للنوم بعد الأكل بشكل فضفاض، مما يدل على التحولات المحتملة في أطياف تخطيط كهربية الدماغ (EEG) والنعاس المبلغ عنه ذاتيًا. حتى الآن، النماذج الحيوانية الوحيدة الواضحة لفحص الأساس الجيني والعصبي لهذا السلوك هي ذبابة الفاكهة، والفأر، والديدان الخيطية، ربداء رشيقة.

## فسيولوجي
السبب الدقيق للنعاس بعد الأكل غير معروف ولكن هناك بعض الفرضيات العلمية:
- فرضية الأدينوزين والهيبوكريتين/الأوركسين

تؤدي الزيادات في تركيز الجلوكوز إلى إثارة وتحفيز توسع الأوعية في الخلايا العصبية للنواة أمام البصرية البطنية الجانبية في منطقة ما تحت المهاد عن طريق إطلاق الخلايا النجمية للأدينوزين الذي يتم حظره بواسطة مضادات مستقبلات A2A مثل الكافيين. تشير الأدلة أيضًا إلى أن الارتفاع الطفيف في نسبة الجلوكوز في الدم الذي يحدث بعد تناول الوجبة يتم استشعاره بواسطة الخلايا العصبية المثبطة للجلوكوز في منطقة ما تحت المهاد الجانبي. يبدو أن هذه الخلايا العصبية المعبرة عن الأوركسين مفرطة الاستقطاب (مثبطة) بواسطة قناة البوتاسيوم المنشط بالجلوكوز. يُفترض أن هذا التثبيط يؤدي بعد ذلك إلى تقليل الإخراج من الخلايا العصبية الأصلية إلى مسارات الإثارة الأمينية والكولينية والجلوتاماتية في الدماغ، وبالتالي تقليل نشاط تلك المسارات.
- تنشيط الجهاز السمبثاوي (Parasympathetic)

واستجابةً لوصول الطعام إلى المعدة والأمعاء الدقيقة، يزداد نشاط الجهاز العصبي نظير الودي ويتناقص نشاط الجهاز العصبي الودي. يؤدي هذا التحول في توازن النغمة اللاإرادية تجاه الجهاز السمبتاوي إلى حالة ذاتية من انخفاض الطاقة والرغبة في الراحة، وهو عكس حالة القتال أو الهروب الناجمة عن النغمة الودية العالية. كلما كانت الوجبة أكبر، كلما زاد التحول في النغمة اللاإرادية نحو الجهاز السمبثاوي، بغض النظر عن تكوين الوجبة.
- الأنسولين، والأحماض الأمينية المحايدة الكبيرة، والتريبتوفان

عند تناول الأطعمة ذات المؤشر الجلايسيمي المرتفع، يتم هضم الكربوهيدرات الموجودة في الطعام بسهولة أكبر من الأطعمة ذات المؤشر الجلايسيمي المنخفض. وبالتالي، يتوفر المزيد من الجلوكوز للامتصاص. لا ينبغي أن يساء فهم أن الجلوكوز يتم امتصاصه بسرعة أكبر، لأنه بمجرد تكوينه، يتم امتصاص الجلوكوز بنفس المعدل. وهو متوفر فقط بكميات أعلى بسبب سهولة هضم الأطعمة ذات المؤشر الجلايسيمي المرتفع. في الأفراد الذين لديهم استقلاب طبيعي للكربوهيدرات، ترتفع مستويات الأنسولين بشكل متزامن لدفع الجلوكوز إلى أنسجة الجسم والحفاظ على مستويات الجلوكوز في الدم في المعدل الطبيعي. يحفز الأنسولين امتصاص حمض الفالين والليوسين والأيسولوسين في العضلات الهيكلية، لكنه لا يحفز امتصاص التربتوفان. وهذا يقلل من نسبة هذه الأحماض الأمينية المتفرعة السلسلة في مجرى الدم مقارنة بالتريبتوفان  (حمض أميني عطري)، مما يجعل التريبتوفان متاحًا بشكل تفضيلي لناقل الأحماض الأمينية المحايد الكبير عند حاجز الدم في الدماغ. وبالتالي يزداد امتصاص الدماغ للتريبتوفان. في الدماغ، يتم تحويل التربتوفان إلى السيروتونين، والذي يتم تحويله بعد ذلك إلى الميلاتونين. تؤدي زيادة مستويات السيروتونين والميلاتونين في الدماغ إلى النعاس.
- نقص بوتاسيوم الدم الناجم عن الأنسولين

يمكن للأنسولين أيضًا أن يسبب النعاس بعد الأكل عبر آلية أخرى. يزيد الأنسولين من نشاط Na/K ATPase، مما يتسبب في زيادة حركة البوتاسيوم إلى الخلايا من السائل خارج الخلية. يمكن أن تؤدي الحركة الكبيرة للبوتاسيوم من السائل خارج الخلية إلى حالة خفيفة من نقص بوتاسيوم الدم. يمكن أن تشمل آثار نقص بوتاسيوم الدم التعب، وضعف العضلات، أو الشلل. يمكن تقييم شدة حالة نقص بوتاسيوم الدم باستخدام معايير فولر. تتميز المرحلة الأولى بعدم وجود أعراض ولكن نقص بوتاسيوم الدم الخفيف. تتميز المرحلة الثانية بالأعراض ونقص بوتاسيوم الدم الخفيف. تتميز المرحلة 3 بنقص بوتاسيوم الدم المعتدل إلى الشديد فقط.
- السيتوكينات

السيتوكينات منومة ومن المحتمل أن تكون وسطاء رئيسيين لاستجابات النوم للعدوى والطعام. ترتبط بعض السيتوكينات المسببة للالتهابات بالنعاس أثناء النهار.

## أساطير حول أسباب النعاس بعد الأكل
- تدفق الدم إلى الدماغ وتوصيل الأكسجين

على الرغم من أن مرور الطعام إلى الجهاز الهضمي يؤدي إلى زيادة تدفق الدم إلى المعدة والأمعاء، إلا أن ذلك يتحقق عن طريق تحويل الدم بشكل أساسي من أنسجة العضلات الهيكلية وعن طريق زيادة حجم الدم الذي يضخه القلب إلى الأمام كل دقيقة. يتم تنظيم تدفق الأكسجين والدم إلى الدماغ بإحكام شديد عن طريق الدورة الدموية  ولا ينخفض بعد تناول الوجبة.
- تركيا والتريبتوفان

تقول الأسطورة الشائعة أن الديك الرومي يحتوي بشكل خاص على نسبة عالية من التربتوفان مما يؤدي إلى النعاس بعد تناوله، كما قد يحدث في الوجبة التقليدية لعطلة عيد الشكر في أمريكا الشمالية. ومع ذلك، فإن محتوى التربتوفان في الديك الرومي يمكن مقارنته بالدجاج ولحم البقر واللحوم الأخرى، ولا يؤدي إلى ارتفاع مستويات التربتوفان في الدم مقارنة بالأطعمة الشائعة الأخرى. بعض الأطعمة، مثل فول الصويا والسمسم وبذور عباد الشمس وبعض أنواع الجبن، تحتوي أيضًا على نسبة عالية من التربتوفان. ما إذا كان من الممكن أم لا أن هذه قد تسبب النعاس إذا تم استهلاكها بكميات كافية لم تتم دراستها بعد.

## رد فعل مضاد
أظهرت دراسة أجريت عام 2015، ونُشرت في مجلة Ergonomics، أنه بالنسبة لعشرين شخصًا يتمتعون بصحة جيدة، أدى التعرض للضوء الأزرق المخصب خلال فترة ما بعد الغداء إلى تقليل نشاط EEG
ألفا بشكل كبير وزيادة أداء المهام.